# تعداد الحياة البحرية في أنتاركتيكا
تعداد الحياة البحرية القطبية الجنوبية هو مشروع احصائي لتعداد الحياة البحرية والتي تبحث في التنوع البيولوجي البحري في القارة القطبية الجنوبية، ومعرفة تأثيرات تغير المناخ، وكيف أن هذا التغيير يغير النظام البيئي في المحيط الجنوبي.
بدأ البرنامج في عام 2005 كمبادرة مدتها 5 سنوات بهدف علمي هو دراسة تطور الحياة في مياه القطب الجنوبي، لتحديد كيفية تأثير ذلك على تنوع الكائنات الحية الحالية، واستخدام هذه الملاحظات للتنبؤ بكيفية استجابتها في التغيير المستقبلي. 
ومع ذلك، نظرًا للتغيرات الحديثة والباهظة في التكنولوجيا ، فإننا قادرون على مشاهدة التكاثر والتنوع البيولوجي.  وهذا يمكننا من اكتساب مزيد من البصيرة تجاه الخصائص التي تسمح لهذا التنوع البيولوجي بالازدهار في هذه الصحراء القاحلة المشار إليها باسم القطب الشمالي و أنتاركتيكا.
جمعت الاحصائية بياناتها من 18 سفينة بحث في أنتاركتيكا خلال السنة القطبية الدولية ، والتي يمكن الوصول إليها مجانًا في اللجنة العلمية المعنية بشبكة معلومات التنوع البيولوجي البحري (SCAR-MarBIN). 
يحتوي سجل الأنواع البحرية في أنتاركتيكا على 9350 نوعًا تم التحقق منه (16500 نوعًا) في 17 شجيرة، من الميكروبات إلى الحيتان . 
هذه المعلومات هي خط أساس قوي يمكن من خلاله قياس التغيير المستقبلي بناءً عليه.